# Joseph Gandy

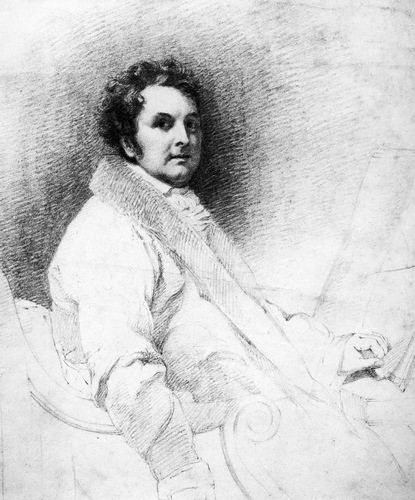
Joseph Gandy, 1822 gezeichnet von Henry William Pickersgill (1782–1875)

Joseph Michael Gandy (* 1771 in London; † Dezember 1843 in Plympton bei Plymouth) war ein englischer Maler, Zeichner, Architekt und Architekturtheoretiker.

## Leben und Werk
Joseph Gandy war ein Sohn des Butlers Thomas Gandy (1744–1814) und dessen Ehefrau Sophia, geborene Adams (1743–1818). Brüder waren die Architekten Michael Gandy (1778–1862) und John Peter Gandy (1787–1850). Als Schüler des klassizistischen Architekten James Wyatt, eines Vertreters des britischen Palladianismus, erhielt Joseph Gandy eine Zeichner- und Architekturausbildung in London, die er ab 1789 an der Royal Academy of Arts vertiefte. Dort gewann er 1789 eine Silber- und 1790 eine Goldmedaille für den Entwurf eines Triumphbogens. 1803 wurde er Associate der Royal Academy.
In den Jahren 1794 bis 1797 bereiste er – gefördert durch den White’s-Club-Besitzer John Martindale, den Dienstherrn seines Vaters – Italien, zeitweise in Begleitung des Architekten Charles Heathcote Tatham (1772–1842) und des Malers George Augustus Wallis. Lange wohnte er in Rom, wo er als Engländer durch die Ereignisse des Ersten Koalitionskriegs festsaß, die antike Architektur der „Ewigen Stadt“ studierte und hierzu Stiche von Giovanni Battista Piranesi sammelte. Von Rom aus unternahm er verschiedene Studienreisen, so im Herbst 1794 nach Tivoli und Albano, 1795 nach Velletri und Cori, außerdem nach Palestrina, Frascati, Marino und Ariccia sowie im November 1795 in die künstlerisch noch kaum erkundeten Abruzzen. Im gleichen Jahr beteiligte er sich am „Concorso Clementino“, dem Wettbewerb der Architekten-Klasse der Accademia di San Luca, bei dem er mit dem Entwurf eines Triumphbogens einen Sonderpreis errang.
1797 kehrte er nach England zurück, wo er 1798 Mitarbeiter des klassizistischen Architekten John Soane in Holborn wurde. In den Jahren 1800 bis 1803 versuchte er sich auch als selbständiger Architekt. Im Architekturbüro von Soane war er darauf spezialisiert, perspektivische Architekturansichten zu fertigen, in denen er die Entwürfe von Soane mit eigenen Architekturvisionen kombinierte und so maßgeblich zum Erfolg von Soane beitrug. Oft waren diese Ansichten als Vogelperspektiven konstruiert. Erneut versuchte Gandy in den Jahren 1808 bis 1811 mit John Soane, dem ältesten Sohn seines Arbeitgebers, als Schüler und zeitweilig mit dem Bildhauer George Bullock (≈1777–1818) als Partner, ein Architekturbüro in Liverpool zu etablieren. Doch auch dieses Vorhaben scheiterte, wohl aufgrund organisatorischer Probleme, die ihn in finanzielle und persönliche Krisen stürzten und ihn 1816 wegen Zahlungsunfähigkeit gar ins Schuldgefängnis brachten.
Eines der wenigen bekannte Bauwerke Gandys ist das klassizistische Phoenix Fire and Pelican Life Insurance Building in London (1804/1805, zerstört um 1920), dessen Bauplastik im Museum of the Home (Geffrye Museum) in London teilweise erhalten ist. Erhalten ist auch das Doric House in Bath, das 1803–1805 als Bildergalerie für den Maler Thomas Barker entstand und als kompromissloses Beispiel des Greek Revival in Bath betrachtet wird.

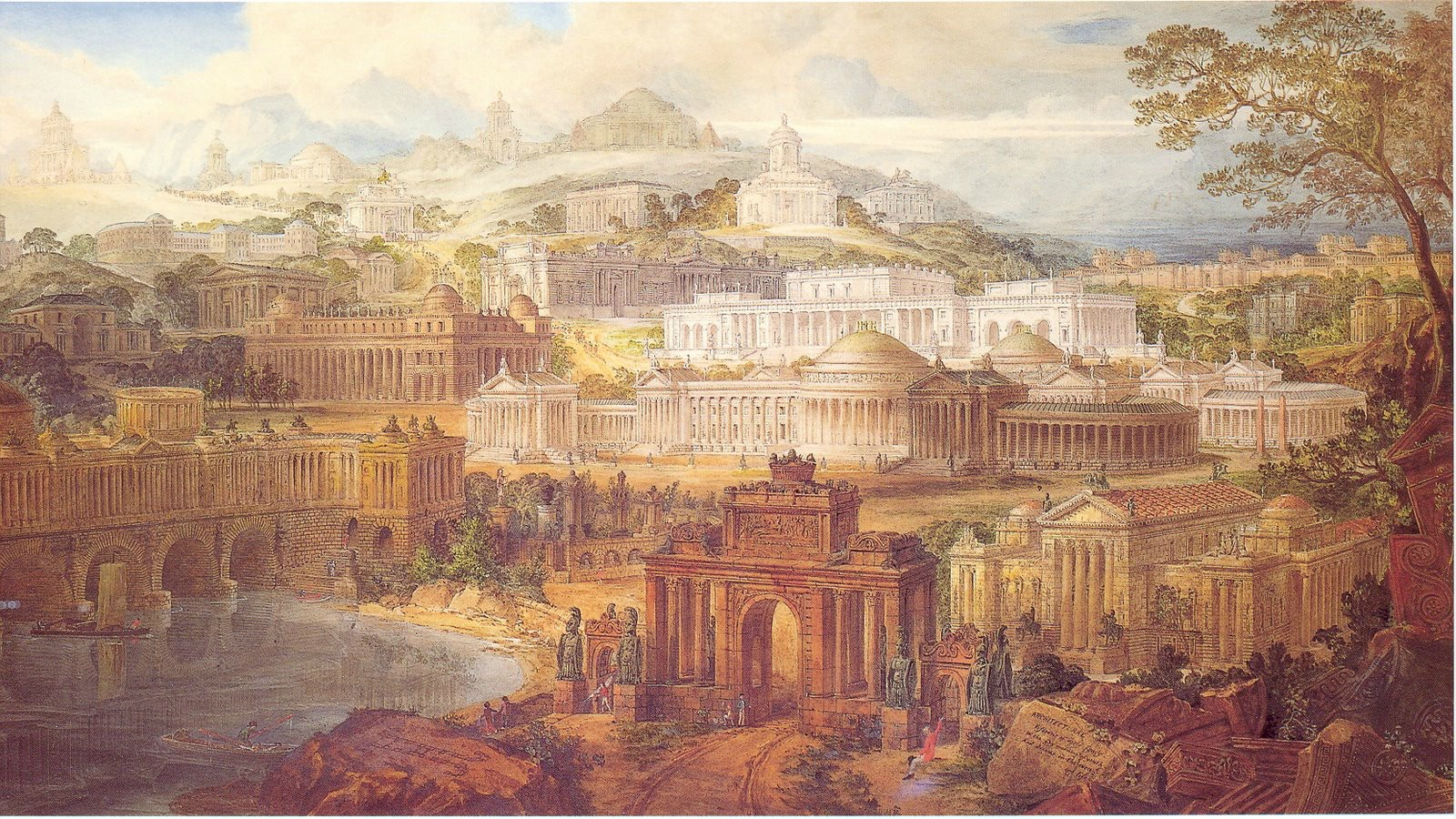
Architektur-Pasticcio mit Gebäuden von John Soane, 1818

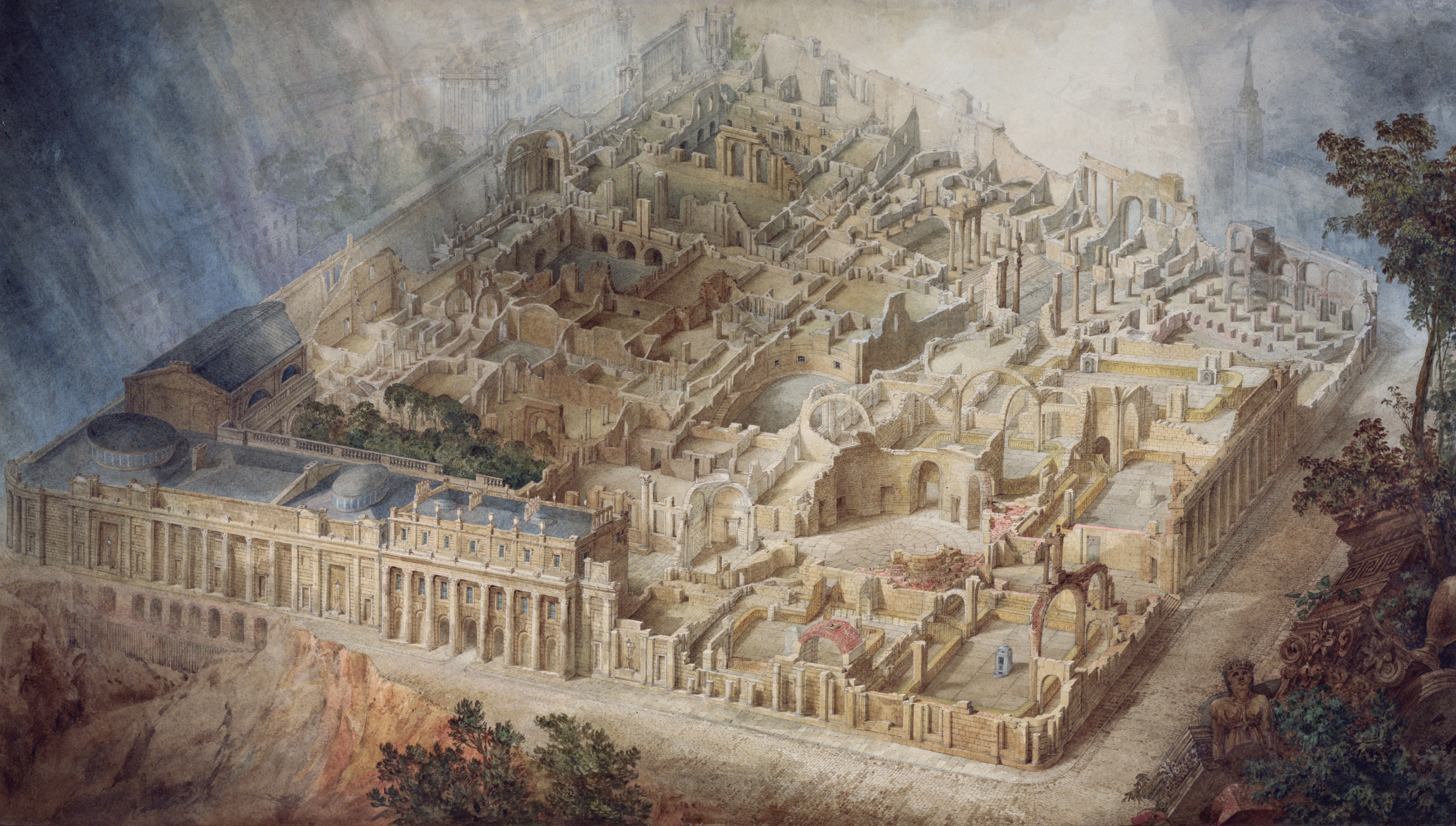
Die Bank of England als Ruine, 1830

Gandys zeichnerisches Œuvre ist von utopischen Architekturvisionen, die seinerzeit auch die französische Revolutionsarchitektur hervorbrachte, beeinflusst und untrennbar mit der gebauten Architektur von John Soane verbunden, die er in großformatigen Aquarellen für Repräsentationszwecke festhielt. So erscheint das Landhaus Tyringham Hall, das Soane in den Jahren 1792 bis 1800 errichtete, in Gandys Aquarellen monumental entrückt in einer pittoresken Landschaft mit dramatisch beleuchtetem Abendhimmel (1798, Sir John Soane’s Museum, London). Auch seine Innenansichten zeichnen sich durch nuancenreich gesetzte Lichteffekte aus, so etwa der Frühstücksraum und die Bibliothek des Pitzhanger Manor-House (beide 1802, Sir John Soane’s Museum). Über mehrere Jahre hinweg entstand eine Serie mit Außen-, Innen- und Detailansichten von Soanes Londoner Stadthaus in Lincoln’s Inn Fields (Sir John Soane’s Museum). Gandy schuf nicht nur Einzeldarstellungen seiner Motive, sondern ging in Analogie zu barocken Galeriebildern dazu über, mit vielen einzelnen „Bildern im Bild“ verschiedene Ansichten zusammenzufügen, so etwa neun Gesamtansichten und Details von Innenräumen beim großen Aquarell der Dulwich Picture Gallery (1823, Sir John Soane’s Museum). Höhepunkte seines romantisch inspirierten Schaffens sind das als Architektur-Pasticcio gestaltete großformatige Aquarell, das über hundert Gebäude von Soane in einer fantastischen Ansicht vereint (1818), sowie die visionäre Vogelperspektive der Bank of England als Ruine (1830, Sir John Soane’s Museum).
Die griechische und römische Architektur der Antike bildete für ihn wie für Soane ein zentrales Thema. Mit Soane verband ihn auch der zeitgenössische Hang zu Vanitasmotiven, zur Ruinenromantik und zum Einsatz theatralischer Effekte. Das 1808 auf einer Ausstellung der Royal Academy gezeigte Aquarell The Open Temple and Temple Tower of the Greeks, Designed From Various Remarks in Pausanias zeigt eine idealisierte Tempel- und Stadtansicht in heroischer Landschaft. Dramatisch komponierte er auch eine Darstellung vom Grab des Agamemnon, bei der er durch Lichteffekte eine bedrohliche Stimmung erzielte, wie sie Piranesi in der Serie „Carceri d’invenzione“ evoziert hatte. Ferner bezog sich Gandy in seinen Darstellungen auf literarische Themen, etwa auf das Gedicht Paradise Lost von John Milton (Hall of Pandemonium, 1831, Sir John Soane’s Museum).

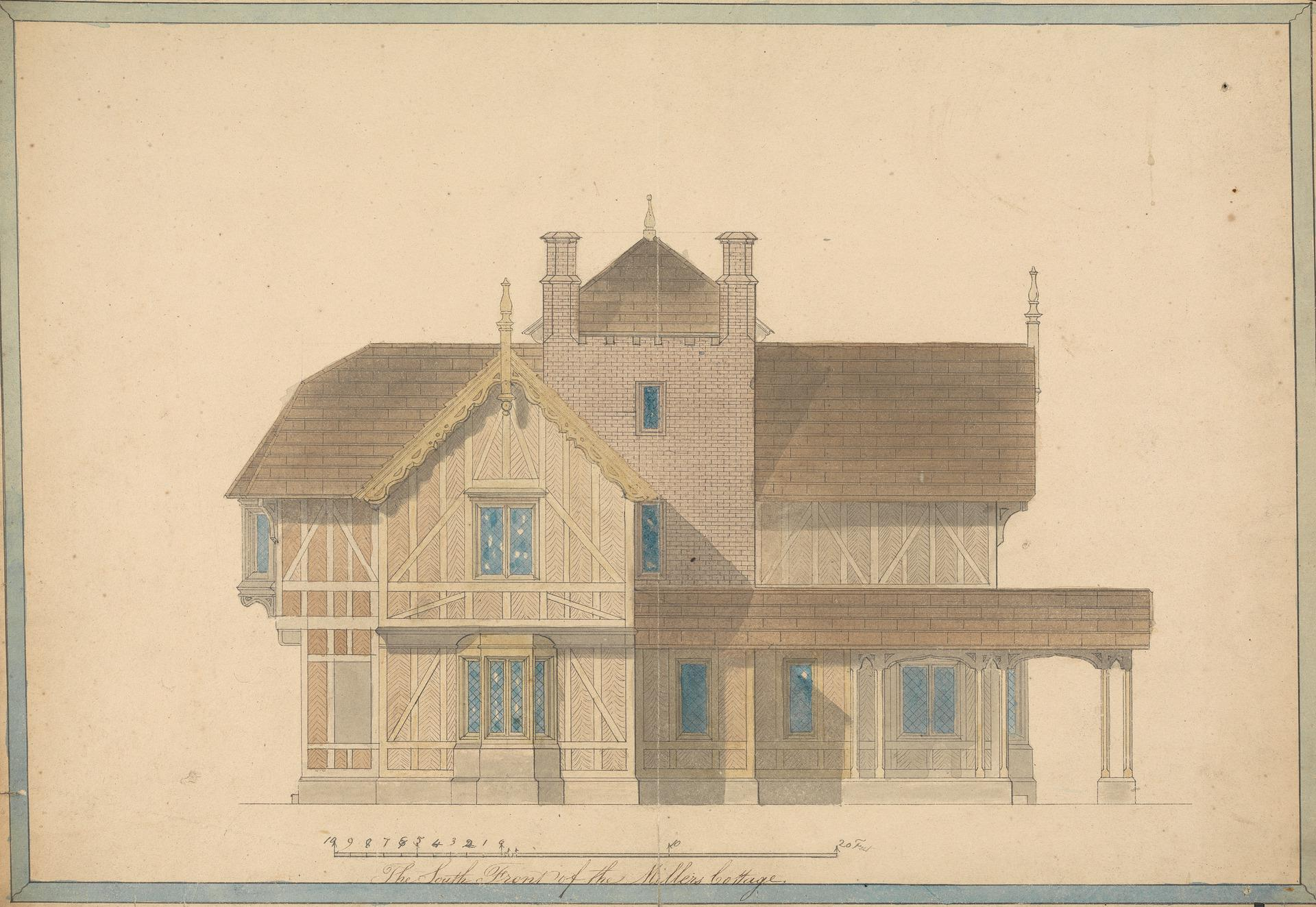
The Miller’s Cottage at Chatsworth, Yale Center for British Art

Außerdem betätigte sich Gandy als Publizist von Schriften zur ländlichen Architektur: 1805 und 1806 veröffentlichte er in London die Schriften Designs for Cottages, Cottage Farms and other Rural Buildings und The Rural Architect, die von großem sozialen Engagement geprägt sind und die Forderung nach besseren Wohnbedingungen für die arme Bevölkerung enthalten. In ihrer aufwendigen Illustration konnte er auf seine italienischen Reiseerfahrungen zurückgreifen. Zwei Artikel für ein Magazin, die den Titel The Philosophy of Architecture tragen, waren als Auftakt eines auf acht Bände angelegten Werkes gedacht. Drei Bände seiner fragmentarischen Abhandlung Art, Philosophy and Science of Architecture haben sich als Manuskripte erhalten (Victoria and Albert Museum, Sammlung des Royal Institute of British Architects). Ebenfalls scheiterte sein 1836 angekündigtes Projekt einer mit tausend Illustrationen ausgestatteten Weltgeschichte der Architektur.
Aufgrund des relativ kleinen überlieferten architektonischen Werks wurde Gandy kaum als Architekt gewürdigt, auch sein Schaffen als Architekturzeichner nahm die Architektur- und Kunstgeschichte bislang eher als Randphänomen wahr.

## Familie
Seit 1801 war Gandy verheiratet mit Eleanor Susannah Baptist, geborene Webb (1773–1867), einer Tochter von Thomas und Catherine Webb, geborene Wiggington. Das Paar hatte mehrere Kinder, unter ihnen Thomas Gandy (1807–1877), ebenfalls Architekt, der sich mit Catherine Hyde (1811–1889) vermählte und Urgroßvater des Mathematikers Robin Gandy war. Joseph Gandy starb verarmt und geisteskrank in einem Asyl, in dem ihn seine Familie 1839 untergebracht hatte.